# Syneora fractata
Syneora fractata là một loài bướm đêm trong họ Geometridae.